# Монета
Моне́та (лат. moneta) — грошовий знак, виготовлений з металу (золота, срібла, міді або сплавів) встановлених законом ваги і форми, що використовується як засіб грошового обігу та платежу.

## Етимологія
Римська богиня Юнона мала титул «Монета», що в перекладі з латини означає «застережниця» або «радниця». Біля храму Юнони на Капітолії знаходилися майстерні, де карбували металеві гроші. Саме тому їх називають монетами, а в англійській мові від цього титулу з'явилося загальна назва грошей англ. money. Початкове значення слова вступає в силу, коли ми підкидаємо її в пошуках ради у вирішенні питань.

## Характеристики монети
Кожна країна має свою монетарну систему і свою монетарну політику. Держава встановлює назву монети/монет, матеріал, з якого її (їх) карбують, вагу й форму монети/монет.

### Вага та матеріал
Монети, як правило, мають визначену вагу, до того ж у кожній країні в різний час використовувались різні монетні системи, які можуть збігатися з торговими мірами ваги, але й можуть відрізнятися від них.
- Так, наприклад, у Домініканській республіці гроші досі використовують як гирьки при зважуванні. Щоб уникнути непорозумінь, на монеті номіналом 10 сентаво поряд з номіналом позначено — «2,5 грами».
- У 1959 році канадські центи карбували таким чином, щоб сто центів важили рівно фунт, а діаметр одного цента дорівнював дюйму. Пізніше від цієї ідеї довелося відмовитися, тому що монети виявилися дуже громіздкими.

У тісному зв'язку з ваговою системою знаходяться системи номіналів — основних монетних одиниць, їх кратних та їх частин. При дослідженні стародавніх та середньовічних монет, вивченні їх ваги особливо важливо звертати увагу на визначення вагових монетних систем, систем номіналів тієї чи іншої держави, монетні реформи, та іншу інформацію.
Спочатку при виробництві монет використовувались такі метали як срібло, електор (Греція, Мала Азія), мідь (Китай). Надалі використовувались переважно срібло, золото, мідь, а також різноманітні сплави — бронза, латунь, мідо-нікель тощо.
У наш час монети є білонними — їх карбують з нікелю, алюмінію та інших металів, ще доволі рідко використовується залізо, або свинець. При карбуванні монет з дорогоцінних металів до їх складу додають деяку кількість міді, для підвищення міцності. Таку добавку називають лігатурою, а склад дорогоцінного металу в монеті — пробою. Вона встановлюється державною владою. У середньовіччі практикувалося псування монети самою владою — випуск монети зниженої проби, заниженої ваги, але з тією самою номінальною вартістю. Це був поширений спосіб отримання додаткових доходів державою.

### Зовнішній вигляд монети

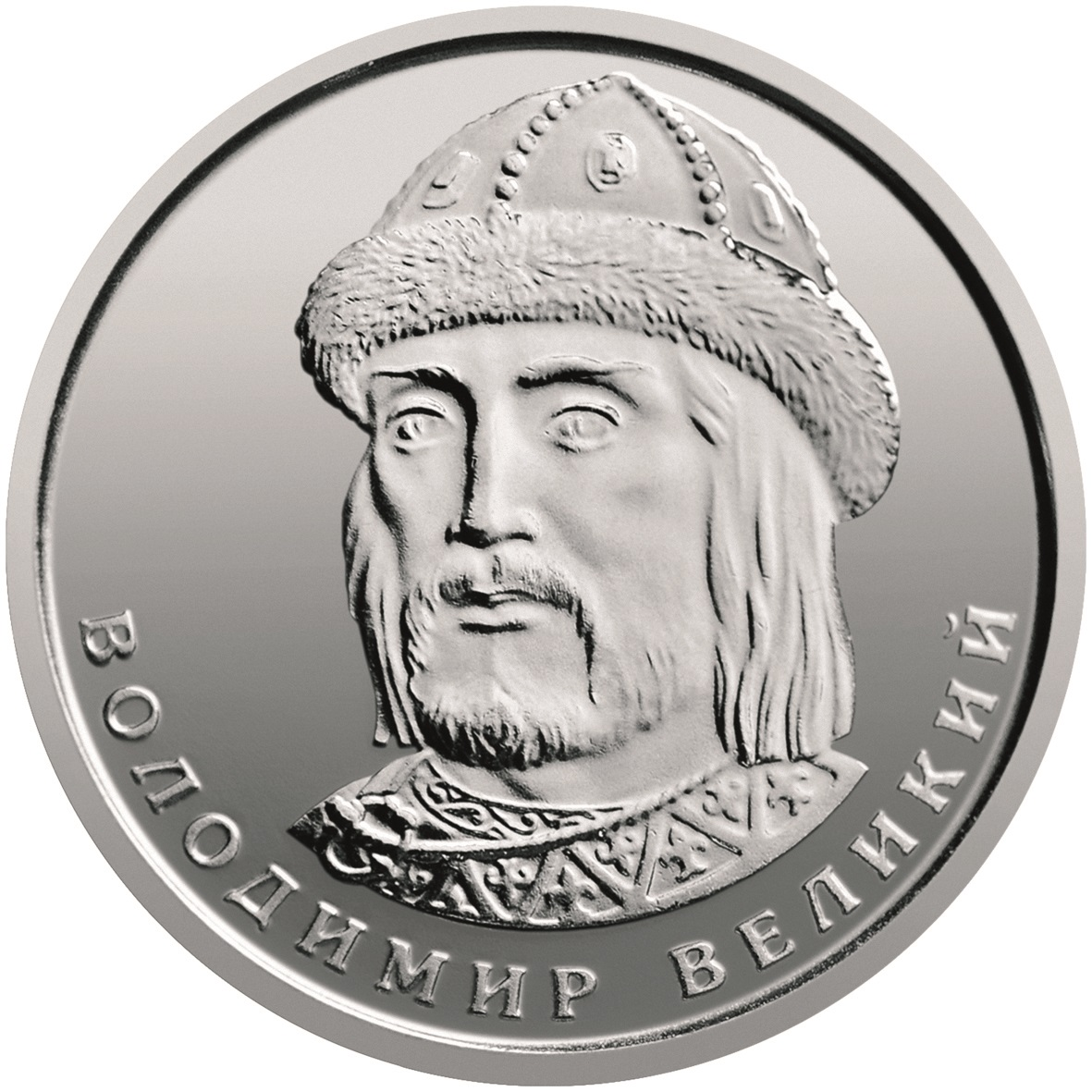
Реверс української монети номіналом 1 гривня

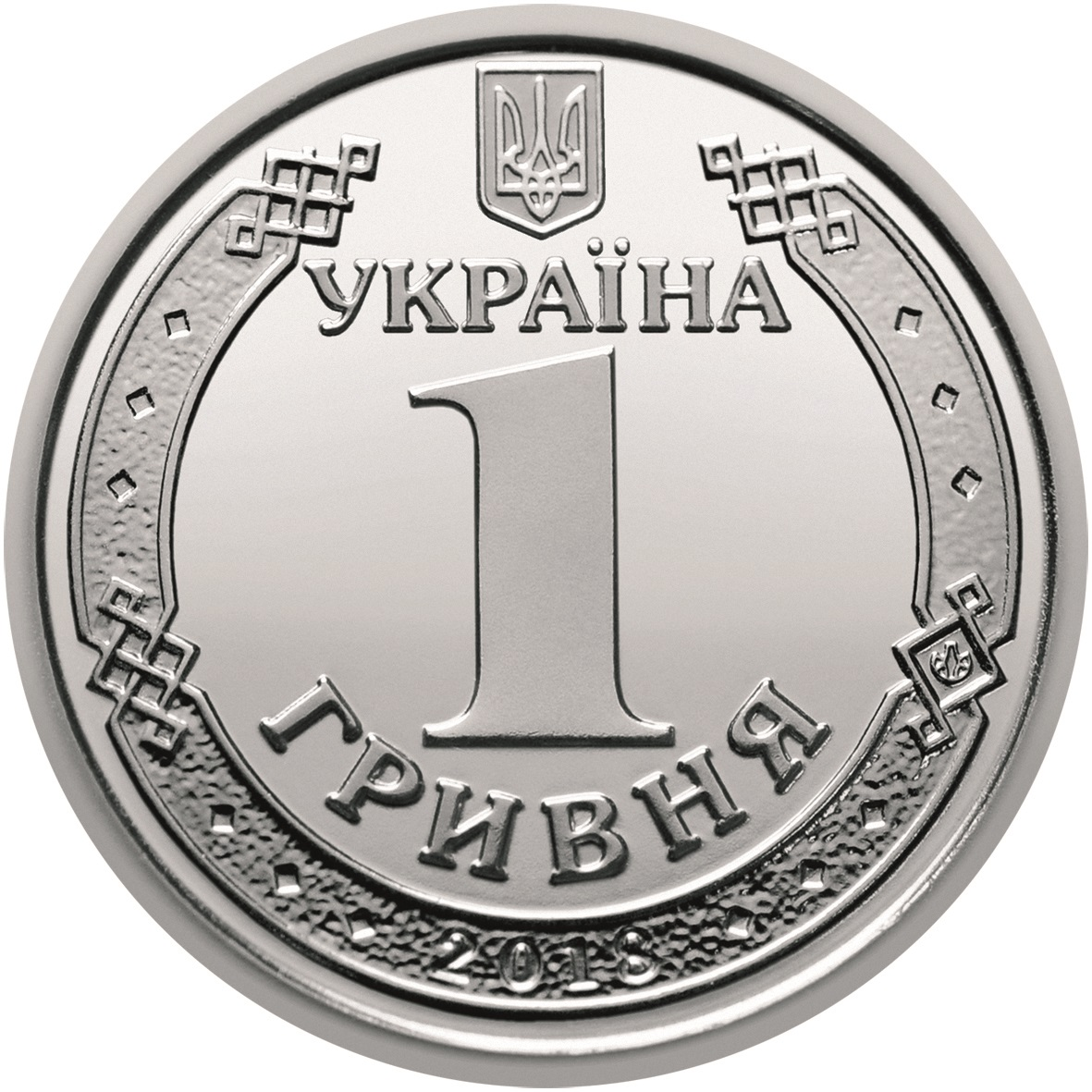
Аверс української монети номіналом 1 гривня

У будь-якої монети розрізняють лицеву сторону — аверс (avers), та зворотну — реверс (revers), бокова поверхня — гурт.
Вже з VI ст до н. е. ці сторони містили зображення, які в нумізматиці позначаються терміном тип. Звичайно лицевою стороною називають ту, на якій уміщені найважливіші зображення, покликані, як правило, звеличувати державну владу або офіційну релігію (наприклад на монетах Давньої Греції та Риму — це зображення богів, на монетах Римської імперії та феодальних держав Західної Європи — портрет правителя, або його герб, на східних монетах — часто релігійні тексти, на сучасних — портрет монарха, або герб держави.
При зміні монарха у Великій Британії його профіль розвертають в інший бік.
Написи (або монетні легенди) знаходяться як на аверсі так і на реверсі. Вони містять назву країни або державного органу, що емітує монету, ім'я та титулатуру монарха, назву монетного двору, чи його абревіатуру, ім'я особи відповідальної за випуск, ціну монети (номінал), дату та іншу інформацію.
У зображеннях та написах часто відображені події політичного та військового життя — війни, завоювання, внутрішня боротьба у державі, державні, або релігійні реформи. Інколи якійсь події присвячується пам'ятний випуск монет (монети пам'ятні або коммеморативні).

## Монети як об'єкт вивчення
Монети є своєрідним джерелом дослідження історії, ідеології, релігії, політичної думки суспільства. Нумізматичний матеріал має важливе значення при аналізі економічної історії суспільства, тому що за ним можна простежити посилення чи послаблення монетної емісії, зміни вагової системи, введення до обігу нових металів.
Характер монет, написи і зображення на них дають можливість визначати форму правління, зміну царювань, династичну хронологію, взаємовідносини васалів та сюзерена, державні перевороти, та інші політичні події в країні.
Будучи виробами художнього мистецтва, монети також є джерелом з історії техніки та історії мистецтва. У деяких випадках — це шедеври образотворчого мистецтва. Написи на монетах важливі для вивчення палеографії. В археології монетні знахідки слугують важливим матеріалом при вивченні різних пам'ятників, для їх датування тощо.

## Виготовлення монет

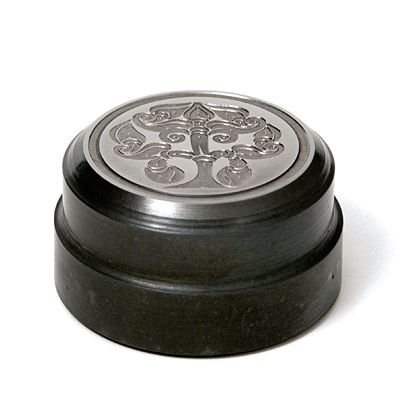
Штамп для карбування монет.

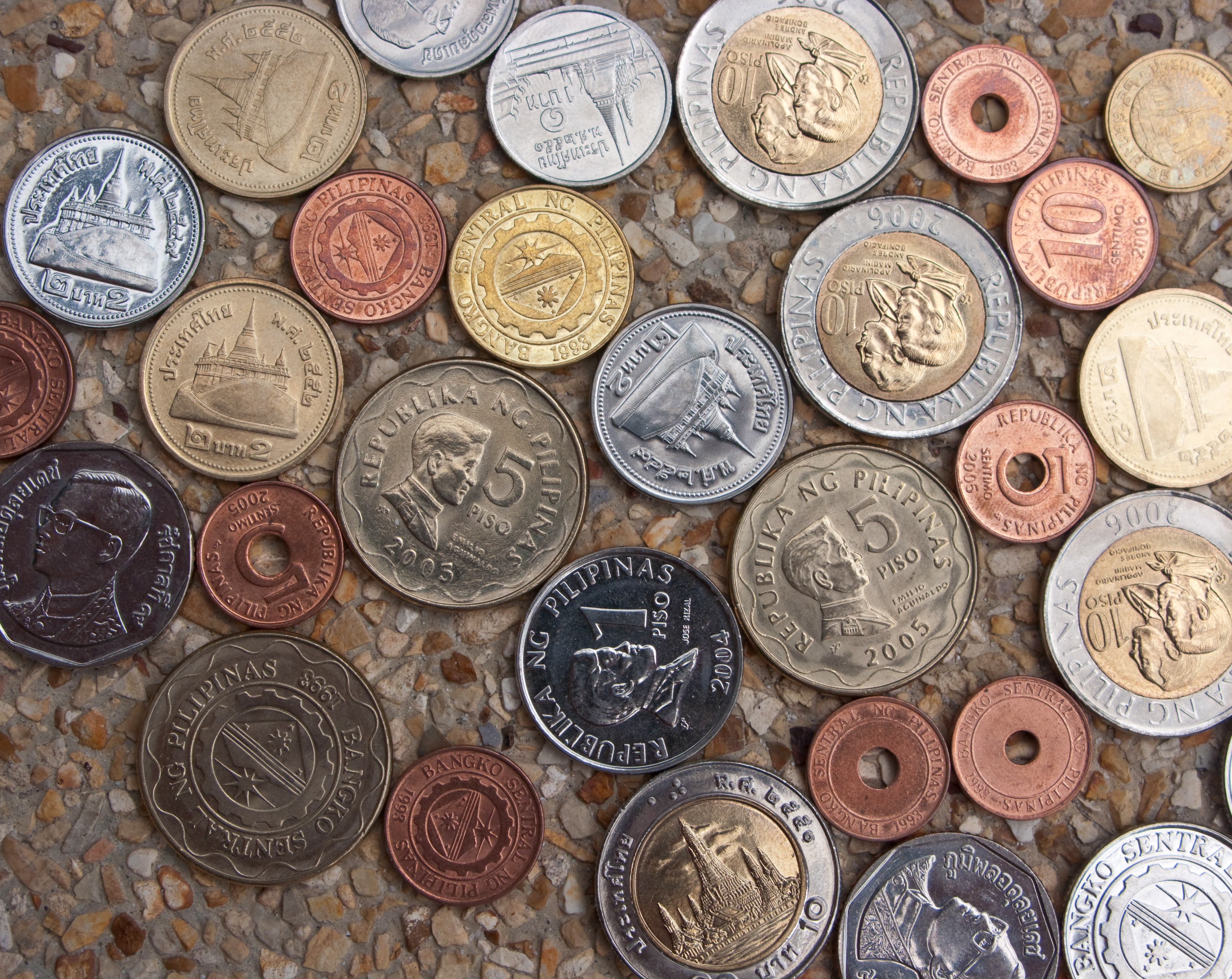
Монети

Сучасний процес виготовлення монет складається з декількох етапів.
Спочатку розробляють тривимірну дизайнерську модель з гіпсу або іншого матеріалу розміром більшим за реальну монету. Модель вкривають шаром силіконової гуми, знявши який отримують «негатив». Заповнивши негатив епоксидною смолою отримують «позитивне» зображення моделі.
З допомогою спеціальної «редукуючої» машини зображення з позитива переносять на сталевий майстер-штамп, розміри якого відповідають розмірам монети. Майстер-штамп піддають термічній обробці для гартування металу. Цим майстер-штампом відтискають інші майстер-штампи («негативи»), а ними вже створюють робочі штампи («позитиви»).
Робочі штампи піддають гартуванню, додатково обробляють та вкривають хромом для подовження терміну служби. В залежності від матеріалу монет, робочі штампи можуть витримати випуск від 250 000 до 1 000 000 монет.
Заготовки для монет нарізають з металевої стрічки та зазвичай мають круглу форму. Потім обробляють гурт заготовки на спеціальній машині, а за потреби — наносять напис або засічки. Під час обробки гурту структура металу зазнає змін, тому заготовку нагрівають до 850 °C а потім охолоджують. Після цього заготовки сушать гарячим повітрям та завантажують в монетний прес.
Процес штампування повністю автоматизований. Обидві сторони монети відтворюють водночас. Дефектні монети відбраковують, а придатні для використання підраховують та упаковують.

Матеріали для карбування монет обирають найрізноманітніші — проте, якщо буквально століття назад в готівковому обігу були монети переважно з дорогоцінних металів, таких як, золото або і платина, то зараз для повсякденних фінансових операцій використовують скромніші матеріали. В основному, це сплави — вони більш зносостійкі та захищені від корозії, ніж метали у чистому вигляді. Найпопулярнішими на даний час вважаються мідно-нікелеві та сплави алюмінію і бронзи. Також не менш затребуваною є процедура покривання одного металу іншим задля збереження корисних властивостей. Так, для прикладу, залізо часто покривають нікелем, сталь та мідь — цинком, мідь — алюмінієм тощо. Крім того, в сучасних лабораторіях було виведено чимало спеціальних сплавів, які підходять тільки для карбування монет: нейзільбер, електр, томпак, спекулум, п'ютер та інші.

### Класифікація монет за матеріалом
- Біметалеві монети з дорогоцінних металів
- Біметалеві монети з недорогоцінних металів
- Дорогоцінні метали
- Недорогоцінні

## В Україні
Станом на квітень 2024 року, за даними НБУ, в Україні у готівковому обігу перебуває 14,6 млрд монет (без пам’ятних та інвестиційних) на суму 7 млрд грн. Найбільше в обігу монет номіналом 10 копійок – 28,1 % від загальної кількості. Найменше – монет номіналом 10 гривень, їх 1,5 % від загальної кількості.

## Галерея
Зразки монет різних часів і країн

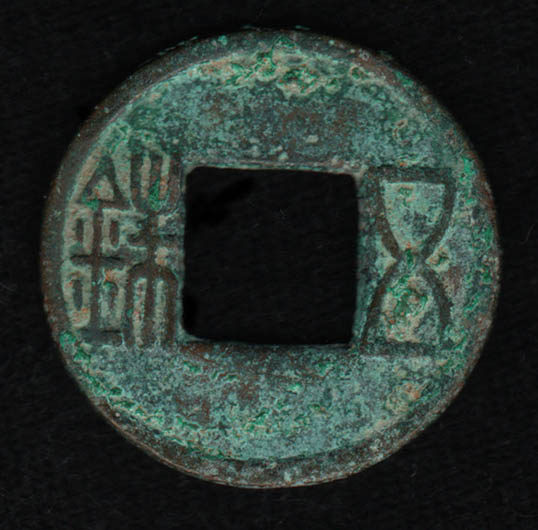
Бронзова монета китайської династії Хань — бл. І ст. до н.е.; деякі сучасні, скажімо японські і норвезькі монети також мають отвори по середині
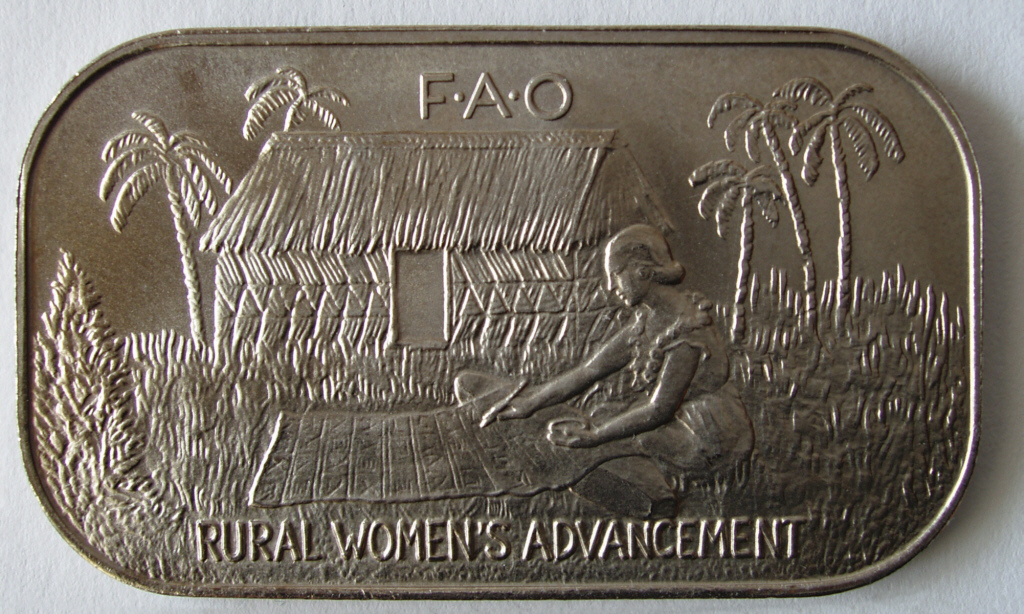
Реверс монети в 1 паангу, Королівства Тонга, випуск 1980 року
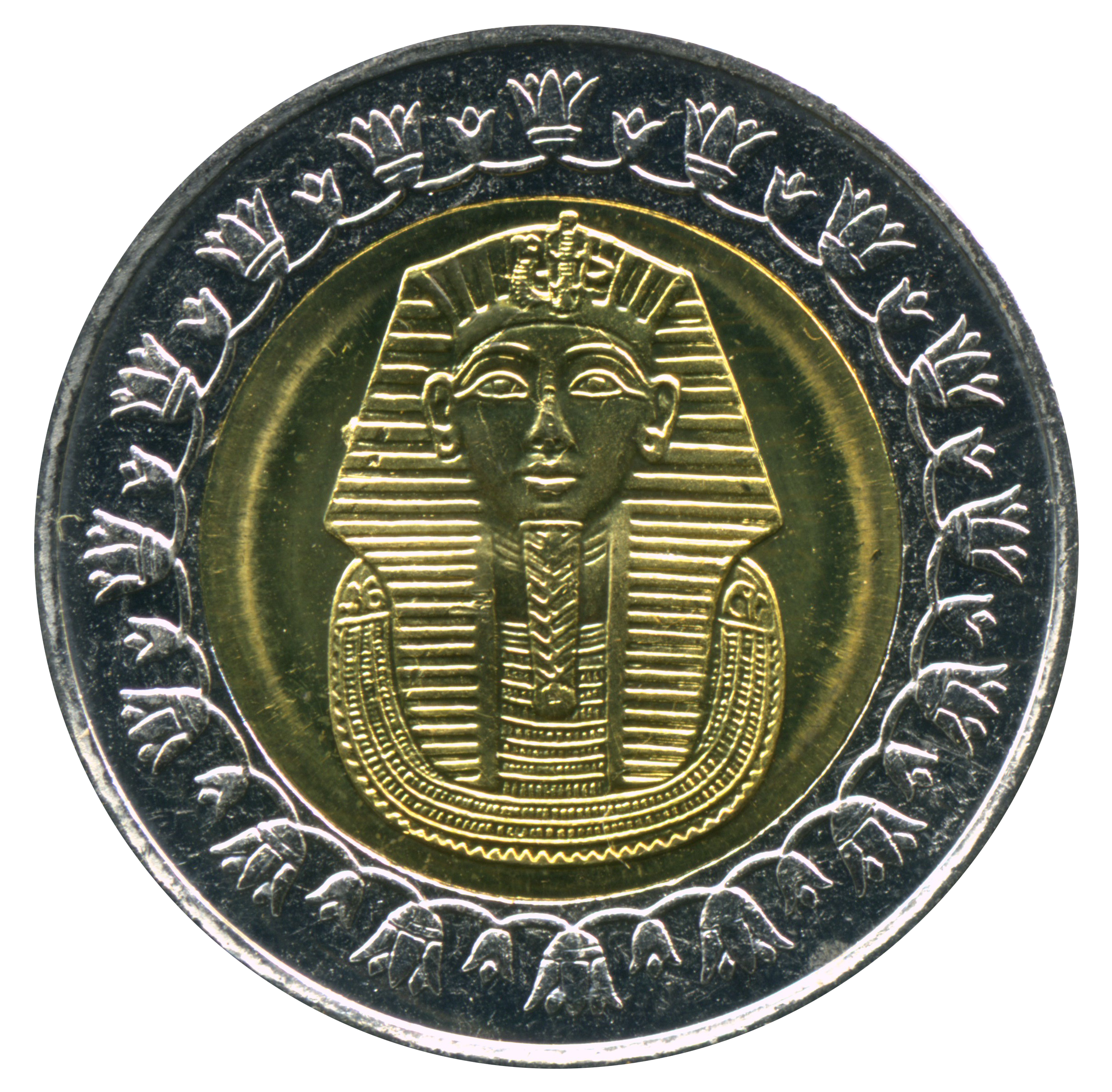
Реверс сучасної монети номіналом 1 фунт (Єгипет) з зображенням фараона Тутанхамона

## Цікаві факти
- У Бельгії в 1987 році були викарбувані монети із справжніми рекламними текстами.

- Звичайні монети регулюють хід найвідомішого у світі годинника — Біг Бен у Лондоні. Якщо годинник відстає або поспішає, то головний хранитель кладе або знімає з маятника монету в один пенні (випущений до реформи британської грошової системи 1971 року) і той прискорюється або пригальмовує на 2,5 секунди на добу.

- Монетку дотепер використовують футбольні судді як жереб при виборі воріт перед грою.

- Німці використовували монетку вартістю в один пфеніг для перевірки якості пива. Монету клали на пивну піну і якщо монета не тонула, значить пиво було «правильне».

- В Японії з монет, які зібрали діти, були відлиті дзвони миру. Один з них встановлений у Нью-Йорку.

- Золоті монети видавалися кожному з британських пілотів, які бомбили Косово. Ці монети супроводжувалися запискою, в якій сербською мовою викладалося прохання не вбивати пілота, якщо його літак зіб'ють, а взяти натомість ці золоті монети.

- Нумітраксика - мистецтво створення зображень за допомогою монет.